# Stop Online Piracy Act
A Stop Online Piracy Act („megállj az internetes kalózkodásnak törvény”) vagy röviden SOPA amerikai törvényjavaslat, amelyet Lamar Smith texasi republikánus képviselő nyújtott be 2011. október 26-án. A javaslat drasztikusan bővítené az amerikai igazságszolgáltatás lehetőségeit az online szerzőijog-sértés és hamisítás elleni harcban. A sértett fél kérésére a bíróság kényszeríthetné az internetszolgáltatókat, tegyék elérhetetlenné a jogsértő oldalt, az online keresőket, hogy távolítsák el a találataik közük, és a reklámszolgáltatókat és az online fizetési szolgáltatásokat, hogy ne továbbítsanak neki pénzt. A javaslat emellett szigorítaná a jogsértő anyagok közzétételéért járó büntetést: az ilyen anyagok online sugárzása (streaming) bűncselekménnyé válna, amit öt évig terjedő börtönnel büntetnek.
A SOPA és a vele párhuzamosan futó, hasonló célú PIPA széles körű tiltakozásokat váltott ki a jogvédők és az internetes tartalomszolgáltatók körében, akik szerint a törvény felhasználható az internet cenzúrázására, és olyan mértékben megemelné a közösségi tartalmakon alapuló online szolgáltatások kockázatát és tranzakciós költségeit, hogy ezek a szolgáltatások ellehetetlenülnének.
Január 18-án, egy héttel a törvénytervezet kongresszusi vitája előtt az ellenzők „online sztrájkot” rendeztek a javaslatok ellen: a Wikipédia, a Reddit és mintegy 7000 további weboldal „elsötétült,” átmenetileg elérhetetlenné tette a tartalmát, így próbálva ízelítőt nyújtani abból, milyen lehet a SOPA utáni internet. Más oldalak aláírásgyűjtésbe kezdtek (a Google mintegy hétmillió aláírást gyűjtött), a felhasználók bojkottot hirdettek a SOPA-t támogató cégek ellen, New Yorkban utcai tüntetést is szerveztek. A törvényjavaslat megvitatását ennek hatására meghatározatlan időre elhalasztották.

## Mit tett volna lehetővé a SOPA a gyakorlatban
A SOPA lehetővé tette volna, hogy azok az amerikai cégek, akik úgy vélik, hogy szellemi tulajdonukkal visszaéltek, bírósági végzéseket kaphattak volna, amelyek a Google-t, hirdetési hálózatokat, a Facebookot, a PayPalt, az illető website-ok működtetőivel szemben lépjenek fel, szakítsák meg velük az együttműködést. A panasszal élő amerikai cégek a keresőkben is letiltathatták volna az illető kalózkodással vádolt website-ok megjelenését, sőt, az internetszolgáltatókat is kötelezték volna arra, hogy az illető kalózkodással vádolt website-okhoz a hozzáférést tiltsák le.

## Anti-SOPA tiltakozások
SOPA ellenes mozgalmak, tiltakozás hullámok indultak be világszerte, köztük utcai tiltakozások is, New Yorkban, San Franciscóban, Seattle-ben már 2011 decemberében. A SOPA ellen globális tiltakozásként önkéntes elsötétítést („blackout”) hirdettek 2012. január 18-ára, amelyhez több, mint százezer website, és még az angol nyelvű Wikipédia is csatlakozott, reggel 8-tól este 8-ig elsötétítve az oldalait, azzal a szöveges üzenettel, hogy a SOPA bevezetése után a Wikipédia többé nem tudna működni úgy, ahogyan ma.
A tiltakozók lavinát indítottak el, amelyhez az Obama kabinet is csatlakozott, és végül még a Google is.

## A SOPA-hoz kapcsolódó törvények, tervezetek

### PIPA (Protect IP Act)
2011 májusában benyújtott törvénytervezet, amely lehetővé tenné, hogy a szellemi tulajdonjog megsértésével vádolt website-ok ellen a sértett fél bírósági végzést szerezzen, és ezzel az internetszolgáltatókat arra kötelezze, hogy az illető website IP címét blokkolják, ne engedjenek oda forgalmat. A PIPA, ugyanúgy, mint a SOPA „polcra kerültek”, széles körű, globális társadalmi tiltakozás miatt egyelőre elhalasztották az elfogadásukkal kapcsolatos szavazást.

### ACTA
„Anti-Counterfeiting Trade Agreement” (hamisítás elleni kereskedelmi megállapodás). Az ACTA a hamisított és kalóz termékek határon átnyúló kereskedelméhez kapcsolódó kihívásokkal összefüggésben a részes államok közötti együttműködést, a hatóságok jogérvényesítő tevékenysége közben kialakult „legjobb gyakorlatok” összefoglalását és a jogérvényesítést szolgáló intézkedések terén közös jogi keretszabályok felállítását célozza.
Az ACTA-ról szóló tárgyalások 2007 októberében kezdődtek. A megállapodás szövegét tizenegy tárgyalási fordulót követően a felek 2010 novemberében véglegesítették. A megállapodás 2011. március 31-e óta áll nyitva aláírásra, elsőként 2011. október 1-jén Ausztrália, Kanada, Japán, a Koreai Köztársaság, Marokkó, Új-Zéland, Szingapúr és az USA írta alá.

### OPEN
Az OPEN (Online Protection and Enforcement of Digital Trade Act) a SOPA/PIPA ellenzőinek alternatív törvényjavaslata, ami az eredeti javaslatok eszközei közül csak a pénzmozgás megakadályozását tartaná még, és a bíróságok helyett az amerikai kereskedelmi hatóság, az ITC feladatkörévé tenné.

## Az internet cenzúrázásával kapcsolatos aggályok
Az internet korában társadalmainkat gyakran „információs társadalomnak” nevezzük. Az információ áramlásának szabadsága ma már olyan demokratikus követelmény, mint korábban a szólásszabadság. Az információhoz való hozzáférés, az információközlés szabadsága, az információ szabad áramlása létfontosságú kritérium egy demokratikus társadalomban. Ha bármely hatalom elkezdi manipulálni, korlátozni az emberek publikációs szabadságát, illetve az internetes tartalmakhoz, webhelyekhez való hozzáférését, azzal ugyanazt teszi, mint Kína az állampolgáraival. Bár a SOPA elsődleges és hivatalos célja a magántulajdon, a szellemi tulajdon védelme, a legszélesebb körben a SOPA-t, a PIPA-t és az ACTA-t is mind az internet cenzúrázását biztosító törvényekként tekintik.

### Angolul
- Q&A: Stop Online Piracy Act (SOPA) by John Naughton, The Guardian
- Sopa Halted in House (Feltartóztatták a Sopa-t) (angolul) CNET news
- Bill Killed (angolul, RT.com)
- ACTA explained – video

### Magyarul
- A Magyar Köztársaság ma aláírja a hamisítás elleni kereskedelmi megállapodást (infovilág) 2012-01-26 10:29
- Titokzatos megállapodás Népszava Archiválva 2012. január 29-i dátummal a Wayback Machine-ben
- Nem fogják lekapcsolni a hazai letöltőket / Origo
- Felfüggesztették az internetes kalózok elleni amerikai törvényalkotást / Origo
- Az EB helyteleníti a fájlcserélők elleni amerikai fellépést / Hír24 Archiválva 2012. január 25-i dátummal a Wayback Machine-ben
- A filmipar Obama ellen fordul a Sopa miatt / HVG
- Bejött az elsötétítés: visszavonták a kalóztörvényt / HVG
- Elsötétült a Wikipedia / index.hu
- SOPA – valódi internet-cenzúra / cspv.hu
- Szűts Zoltán : Gyarmatosítás, kontroll és szabadságharc: A világháló szabályozásának kérdései / Egyenlítő